# Lo shampoo/La libertà
"Lo shampoo"/"La libertà" è un 45 giri di Giorgio Gaber pubblicato il 10 maggio 1973 dalla Carosello (Catalogo: CL 20356 - Matrici: CL 804/CL 805).
I brani sono stati pubblicati con le Edizioni musicali Curci. Entrambe le canzoni sono tratte dallo spettacolo Dialogo tra un impegnato e un non so, successivamente vengono inserite nell'album Far finta di essere sani.

## Altre interpretazioni
Il brano "Lo shampoo" viene reinterpretato nel 1991 da Mina nell'album Caterpillar e successivamente più volte durante il Festival teatro canzone Giorgio Gaber, in particolare durante la VI edizione del 2010 viene eseguito da Anna Oxa e durante l'VIII edizione del 2012 da Noemi.
Il brano "La libertà" è stato interpretato da Emma durante la VII edizione del 2011 del Festival teatro canzone Giorgio Gaber ed inserita nel tributo a lui dedicato, Per Gaber... io ci sono.

## Tracce
Lato A
1. Lo shampoo – 3:45

Lato B
1. La libertà – 3:15